# 青椅山镇
青椅山镇，是中华人民共和国辽宁省丹东市宽甸满族自治县下辖的一个乡镇级行政单位。

## 行政区划
青椅山镇下辖以下地区：
青椅山村、大水沟村、碱厂沟村、太平村、赫甸城村、八棵树村、房身沟村、三道沟村和梨树园子村。